# دامجالنونا
دامجالنونا، المعروفة أيضًا باسم دامكينا، كانت إلهة بلاد ما بين النهرين تعتبر زوجة الإله إنكي. لم يُحدد شخصيتها بشكل واضح في المصادر المعروفة، على الرغم من أنه من المعروف أنها مثل زوجها كانت مرتبطة بالتطهير الطقسي وكان يُعتقد أنها كانت تتوسط له نيابة عن المتوسلين. ومن بين الآلهة الذين اعتبروا بمثابة أبنائهم نانشي وأسالوهي. في حين أن أسطورة إنكي وننهورساج تعاملها على أنها قابلة للتبادل مع الإلهة المذكورة في عنوانها، إلا أنهما عادة ما يكونان منفصلين عن بعضهما البعض. كانت مدينتي أريدو ومالجيوم تعتبران مركزين لعبادة دامجالنونا. كما كانت تُعبد في مستوطنات أخرى، مثل نيبور، وسيبار، وكالو، وربما دُمج في البانثيون الحوري في وقت مبكر من الألفية الثالثة قبل الميلاد. تظهر في عدد من الأساطير، بما في ذلك Enūma Eliš، على الرغم من أن هناك تكوينًا واحدًا فقط، Damkina's Bond، يركز عليها.

## الاسم والشخصية والرمزية
يمكن ترجمة الاسم دامجالنونا إلى "الزوجة العظيمة للأمير"، و"الأمير" ضمناً هو إنكي. وأشارت جوان جودنيك ويستنهولز إلى أن كتابة اسمها بالعلامة المسمارية NUN تعكس ارتباطها بمدينة إريدو، حيث استخدمت كتمثيل لوجوغرافي لاسمها. تتضمن الكتابات المختصرة ddam-gal وربما ddam. ومن المتفق عليه أن الشكل الثاني من اسمها، دامكينا، تطور في وقت لاحق. في المصادر المتأخرة يمكن تهجئتها على أنها دامكيانا. أُثبِت ذلك النموذج في الرسائل البابلية الحديثة التي وجدت في أوروك، وفقًا لبول آلان بوليو المرسلة أصلاً من إريدو. كما أُثبِت وجود تهجئات مختلفة أخرى مثل Damnun و Damnuna و Damgalana. الشكل الحوري للاسم كان Tapkina.
كانت شخصية دامجالنونا الفردية غير محددة بشكل جيد خارج علاقتها الزوجية مع إنكي. كان يُعتقد أنها كانت تتوسط لديه نيابة عن المتوسلين من البشر، وقد قورن ذلك بدور مماثل أُوثِق لزوجة أداد شالا، أو زوجة شمش آية، أو زوجة إيشوم ننموج، أو مرافقة إنانا ننشوبور. مثل إنكي، يمكن ربط دامجالنونا بطرد الأرواح الشريرة والتطهير الطقسي. في التعويذات، يمكن استدعاؤها ضد الشياطين.
وقد اقترح أن صور الأختام الأسطوانية التي تصور إلهة مصحوبة بهجينات إنكي الرمزية، رجل السمكة وماعز السمكة، على الأختام الأسطوانية يمكن التعرف عليها باسم دامجالنونا. تشير جوليا إم. آشر-جريف إلى أنها تظهر أحيانًا في نفس المشاهد التي ظهر فيها إنكي. وقد اقترح أيضًا أن الأسود ربما كانت حيواناتها الرمزية.
في علم الفلك في بلاد ما بين النهرين،عُرف على دامجالنونا مع كوكبة عربة السماء، المقابلة لـ الدب الأصغر.

## الارتباطات مع الآلهة الأخرى
دامجالنونا كانت زوجة إنكي (إيا). في أسطورة إنكي وننهورساج، تُتعامل معها والإلهة التي تحمل نفس الاسم على أنهما نفس الإله. ومع ذلك، تشير دينا كاتز إلى أنهما كانا منفصلين عادةً، وكان زوج نينهورساج هو شولباي. تشمل الآلهة التي تعتبر أبناء إنكي ودامجالنونا نانشي وأسالوهي ومردوخ وإينبيلولو.
في نسخة مختلفة من قائمة آلهة فايدنر، يُساوى دامجالنونا بكيشا، زوجة إله النهر إيدلوروغو. يبدو أن قاموس إيميسال يخطئ في اعتبارها هي وزوجها الآلهة البدائية إنكي ونينكي. على الرغم من تشابه أسمائهما، إلا أن الإنكيين لم يكونا متطابقين. خُصص أسماء بديلة متعددة لدامجالنونا في قائمة الآلهة أن = أنوم (اللوح الثاني، السطور من 173 إلى 184)، بما في ذلك نينجيكوغا ونينتي. وقد قيل أن الاسم الأخير يستخدم أيضًا للإشارة إليها في ترنيمة نينكاسي، حيث تكون هذه الإلهة والدة إله البيرة الذي يحمل نفس الاسم. وفقًا لأنطوان كافينيو ومانفريد كريبرنيك، فإن نينجيكوغا كاسم لزوجة إنكي يجب تمييزه باستخدام هذا الاسم للإشارة إلى والدة نينجال أو إلى نينجال نفسها.
كان الآلهة Ḫasīsu وUznu، "الحكمة" و"الأذن"، يعتبرون من خدم دامجالنونا الإلهيين ( sukkals ).

## يعبد
وثق عبادة دامجالنونا في جميع فترات تاريخ بلاد ما بين النهرين القديمة، على الرغم من أن نطاق عبادتها تراجع تدريجيًا. ظهرت بالفعل في ترانيم زامي في العصر المبكر. وفقًا لهذا المصدر، كان مركز عبادتها هو إريدو. كما يحتفظ ترنيمة نانايا التي ترجع إلى الألفية الأولى قبل الميلاد، والتي تسرد العديد من آلهة المدينة، بمعلومات حول ارتباطها بهذه المدينة، على الرغم من أنها تخاطبها أيضًا باسم "ملكة كولابا".
كانت مدينة مالغيوم، الواقعة إلى الجنوب من إشنونا، مدينة أخرى تعتبر مركز عبادة دامجالنونا. يظهر كلا اسميها، دامجالنونا ودامكينا، في نصوص من هذه المدينة. وهي مدرجة كواحدة من آلهتها في قانون حمورابي. أشار اثنان من حكامها، تاكيل إيليشو وإيبيق عشتار، إلى نفسيهما باعتبارهما معينين في منصبيهما من قبلها وإيا. ربما كان معبد الزوج الواقع في هذه المدينة هو معبد إينامتيلا، "بيت الحياة"، المذكور في نقش تاكيلي-إيليشو.
كان يوجد أيضًا معبد مخصص لدامجالنونا في نيبور. بُني من قبل شولجي. كما يشهد نص مترولوجي من العصر البابلي الأوسط على وجود بيت للعبادة كانت تشاركه مع زوجها، والذي اعتبره أندرو ر. جورج منفصلاً عن البيت السابق.
على الأختام البابلية القديمة من سيبار، يعتبر دامجالنونا وإنكي أحد الأزواج الإلهيين الثلاثة الأكثر استحضارًا، على الرغم من ظهورهما بشكل أقل من شمش وآيا أو أداد وشالا. أحد هذه الأشياء، الذي ينتمي إلى إنكيمانسوم معين، نُقش بالصيغة "خادم إنكي ودامجالنونا". كان لديهم ملاذ في سيبار-أمنانوم داخل مجمع معبد أنونيتوم . ومن المعروف من وثيقة تنص على أن عددًا من المسؤولين، بما في ذلك كاهن السانغا في أنونيتوم، كانوا مسؤولين عن تفتيش ممتلكاته بعد وقوع السرقة.
يشير نقش كتبه آشورناصربال الثاني إلى أن دامجالنونا شاركت زوجها أيضًا معبدًا في كالهو.

### استقبال حورياني
دُمج دامجالنونا في الديانة الحورية، حيث قامت أيضًا بدور زوجة إيا. وفقًا لبيوتر تاراشا، من الممكن أن يكون نقل عبادتها قد حدث في الألفية الثالثة قبل الميلاد بالفعل. وقد ذُكرت في المعاهدة بين شاتيوازا وشوبيليوليوما الأول ، حيث ظهرت بالقرب من نهاية قائمة الشهود الإلهيين، بين بيليت إيكالي وإيشكارا. وهي من بين الآلهة التي صورت في حرم يازيليكايا، حيث تظهر في موكب من الآلهة، بين شلاش ونيكال. كما عُبدت جنبًا إلى جنب مع الآلهة الحوريين الآخرين في العاصمة الحثية ، حتوساس، وفي نيريك.

## الأساطير
لا يُعرف سوى أسطورة واحدة يلعب فيها دامجالنونا دورًا مركزيًا. تظهر فيه تحت اسم دامكيانا، على الرغم من أنه قد اقترح أنه في هذا السياق قد يشير إلى زاربانيت .  النص معروف من نسختين، واحدة آشورية جديدة وأخرى بابلية جديدة أو أحدث. نُشرت ترجمتين حتى الآن، واحدة من قبل تاكايوشي أوشيما والأخرى من قبل ويلفريد ج. لامبرت، الذي أطلق عليها عنوان رابطة دامكينا. وبناءً على حقيقة أن مردوخ يُقدَّم بالفعل باعتباره ملك الآلهة، ولكن في نفس الوقت فإن نابو هو كاتبه وليس ابنه، افترض المؤلف الأخير أنه أُلف في الأصل تحت حكم إما سلالة الكاشيين أو سلالة إيسين الثانية. ويستنتج السابق أنه لا يمكن أن يكون قبل عهد نبوخذ نصر الأول. استنادًا إلى الأدلة المتوفرة للارتباط بين دامجالنونا ومالغيوم ، اقترح لامبرت أنه نشأ في هذه المدينة. تركز الأسطورة على الصراع بين آلهة بابل ونيبور، بقيادة مردوخ وإنليل على التوالي، على الرغم من أن تفاصيلها غير مؤكدة. تخسر قوات نيبور، حُل الصراع في النهاية من خلال تدخل دامجالنونا، بناءً على رسالة حول المعركة سلمتها لها نيريتاجميل، سوكال الإله نارو. زعم لامبرت أنه لتحقيق هذه الغاية، أطلقت شيئًا يشار إليه باسم "الرابط" (il-let-sa) في ترجمته، والذي لم يُذكر طبيعته ولكن وفقًا له كان شيئًا من الممكن عرضه، ربما لوح طيني. ويشير أوشيما بدلاً من ذلك إلى الأمر باعتباره "عبئًا" ويستنتج أنه ربما كان نوعًا من الطاعون أو الكارثة الطبيعية. تنص بيانات النسخة البابلية الحديثة على أن محتويات اللوح كانت سرية وأن الكشف عنها لأي شخص من خارج جمهورها المستهدف من العلماء القدماء كان يعتبر من المحرمات بالنسبة لمردوخ.
تظهر Damgalnuna في Enūma Eliš بصفتها والدة مردوخ. ومع ذلك، لا يقدم النص أي نسب لها، ولا يتضمن أي رواية عن ميلادها. شكل اسمها المستخدم في هذا النص هو دامكينا.
وفقًا لناثان واسرمان، قد تحتوي إحدى نقوش الملك إيبيك-عشتار من مالجيوم على إشارة إلى أسطورة الطوفان التي تتضمن إيا (إنكي) ودامكينا (دامجالنونا). يذكر أنه عندما كانت كارثة غير محددة على وشك أن تصيب هذه المدينة، أمر إيا زوجته بإنقاذها من خلال "ضمان ملكية أسرية طويلة الأمد"، والتي وفقًا لرافائيل كوتشر يجب فهمها على أنها تعبير ملطف لوضع مغتصب على العرش.
هناك أيضًا ترنيمة مخصصة لدامجالنونا، حُدد في أسفلها باسم šir-šag-ḫula ("أغنية قلب سعيد")، وهي معروفة أيضًا. يركز على علاقتها الزوجية مع إنكي.

### فهرس
- Archi، Alfonso (2004). "Translation of Gods: Kumarpi, Enlil, Dagan/NISABA, Ḫalki". Orientalia. GBPress- Gregorian Biblical Press. ج. 73 ع. 4: 319–336. ISSN:0030-5367. JSTOR:43078173. مؤرشف من الأصل في 2024-12-02. اطلع عليه بتاريخ 2022-10-03.
- Archi، Alfonso (2013). "The West Hurrian Pantheon and Its Background". في Collins، B. J.؛ Michalowski، P. (المحررون). Beyond Hatti: a tribute to Gary Beckman. Atlanta: Lockwood Press. ISBN:978-1-937040-11-6. OCLC:882106763.
- Asher-Greve، Julia M.؛ Westenholz، Joan G. (2013). Goddesses in Context: On Divine Powers, Roles, Relationships and Gender in Mesopotamian Textual and Visual Sources (PDF). ISBN:978-3-7278-1738-0. مؤرشف من الأصل (PDF) في 2024-12-18.
- Beaulieu، Paul-Alain (2003). The pantheon of Uruk during the neo-Babylonian period. Leiden Boston: Brill STYX. ISBN:978-90-04-13024-1. OCLC:51944564.
- Black، Jeremy A. (2006). The Literature of Ancient Sumer. Oxford University Press. ISBN:978-0-19-929633-0. مؤرشف من الأصل في 2024-10-10. اطلع عليه بتاريخ 2022-10-03.
- Black، Jeremy A.؛ Green، Anthony (1992). Gods, Demons and Symbols of Ancient Mesopotamia: An Illustrated Dictionary. Austin, Texas: University of Texas Press. ISBN:0714117056.
- Cavigneaux, Antoine; Krebernik, Manfred (1998), "Nin-gikuga", Reallexikon der Assyriologie (بالألمانية), Retrieved 2022-10-04
- George، Andrew R. (1993). House most high: the temples of ancient Mesopotamia. Winona Lake: Eisenbrauns. ISBN:0-931464-80-3. OCLC:27813103.
- Harris، Rivkah (1975). Ancient Sippar: a Demographic Study of an Old-Babylonian City, 1894-1595 B.C. Uitgaven van het Nederlands Historisch-Archaeologisch Instituut te Istanbul. Nederlands Historisch-Archaeologisch Instituut. مؤرشف من الأصل في 2023-11-20. اطلع عليه بتاريخ 2022-10-03.
- Horry، Ruth (2016). "Enki/Ea (god)". Ancient Mesopotamian Gods and Goddesses. Open Richly Annotated Cuneiform Corpus, UK Higher Education Academy. مؤرشف من الأصل في 2014-08-04.
- Katz، Dina (2008). "Enki and Ninhursaga, Part Two". Bibliotheca Orientalis. Peeters Publishers. ج. 65 ع. 3: 320–342. DOI:10.2143/bior.65.3.2033365. ISSN:0006-1913. مؤرشف من الأصل في 2023-03-11.
- Krebernik, Manfred (1997), "Muttergöttin A. I. In Mesopotamien", Reallexikon der Assyriologie (بالألمانية), Retrieved 2022-10-03
- Kutscher، Raphael (1987)، "Malgium"، Reallexikon der Assyriologie، اطلع عليه بتاريخ 2022-10-04
- Lambert، Wilfred G. (1972)، "Ḫasīsu"، Reallexikon der Assyriologie، اطلع عليه بتاريخ 2022-10-04
- Lambert، Wilfred G. (2013). Babylonian creation myths. Winona Lake, Indiana: Eisenbrauns. ISBN:978-1-57506-861-9. OCLC:861537250.
- Litke، Richard L. (1998). A reconstruction of the Assyro-Babylonian god lists, AN:dA-nu-um and AN:Anu šá Ameli (PDF). New Haven: Yale Babylonian Collection. ISBN:978-0-9667495-0-2. OCLC:470337605. مؤرشف من الأصل (PDF) في 2024-06-20.
- Oshima، Takayoshi (2010). "Damkina shall not bring back her Burden in the future: A new Mythological Text of Marduk, Enlil, and Damkianna". في Horowitz، Wayne؛ Gabbay، Uri؛ Vukosavovic، Filip (المحررون). A woman of valor: Jerusalem Ancient near eastern studies in honor of Joan Goodnick Westenholz. Madrid: Consejo Superior de Investigaciones. ISBN:978-84-00-09182-8. OCLC:753379173.
- Pongratz-Leisten، Beate (2015). Religion and Ideology in Assyria. Studies in Ancient Near Eastern Records (SANER). De Gruyter. ISBN:978-1-61451-426-8. مؤرشف من الأصل في 2023-03-07. اطلع عليه بتاريخ 2022-10-03.
- Sallaberger, Walther (2021). "Uruk in der Frühen Bronzezeit: Zu dessen Königen und Göttern und zur Lage von Kulaba". In van Ess, Margarete (ed.). Uruk - altorientalische Metropole und Kulturzentrum (بالألمانية). Wiesbaden. ISBN:978-3-447-11368-7. OCLC:1255365039.{{استشهاد بكتاب}}:  صيانة الاستشهاد: مكان بدون ناشر (link)
- Selz, Gebhard (1995). Untersuchungen zur Götterwelt des altsumerischen Stadtstaates von Lagaš (بالألمانية). Philadelphia: University of Pennsylvania Museum. ISBN:978-0-924171-00-0. OCLC:33334960. Archived from the original on 2024-10-09.
- Taracha، Piotr (2009). Religions of Second Millennium Anatolia. Harrassowitz. ISBN:978-3447058858.
- Wasserman، Nathan (2020). The flood: the Akkadian sources. A new edition, commentary, and a literary discussion (PDF). Leuven: Peteers. ISBN:978-90-429-4174-8. OCLC:1148875011. مؤرشف من الأصل (PDF) في 2024-09-13.

## روابط خارجية
- ترنيمة لدامجالنونا في مجموعة النصوص الإلكترونية للأدب السومري